# Yvon Bourdet
Yvon Bourdet, född 8 juni 1920 i Albussac i Corrèze, död 11 mars 2005 i Paris, var en fransk historiker, sociolog och marxistisk teoretiker. 
Under andra världskriget deltog Bourdet i franska motståndsrörelsen. Under 1960-talet var han medlem av Socialisme ou Barbarie. Han var därtill skribent för Études de marxologie, Arguments och Autogestion et socialisme.